# Грабовац (Раковица)
Грабовац је насељено место у општини Раковица, на Кордуну, Карловачка жупанија, Република Хрватска.

## Географија
Грабовац се налази око 3 км југоисточно од Раковице.

## Историја
Грабовац се од распада Југославије до августа 1995. године налазио у Републици Српској Крајини. До територијалне реорганизације у Хрватској налазио се у саставу бивше велике општине Слуњ.

## Становништво
Према попису становништва из 2011. године, насеље Грабовац је имало 267 становника.

### Број становника по пописима
| Националност   | 2001. | 1991. | 1981. | 1971. | 1961. | 1953. | 1948. | 1931. | 1921. | 1910. | 1900. | 1890. | 1880. | 1869. | 1857. |
| бр. становника | 241   | 209   | 224   | 251   | 309   | 322   | 271   | 576   | 544   | 546   | 536   | 534   | 542   | 691   | 641   |

- напомене:

Од 1921. до 1991. исказивано под именом Грабовац Дрежнички.

### Национални састав
| Националност       | 2001.        | 1991.        | 1981.        | 1971.        | 1961.        |
| Хрвати             | 211 (87,55%) | 74 (35,40%)  | 77 (34,37%)  | 79 (31,47%)  | 133 (43,04%) |
| Срби               | 16 (6,63%)   | 121 (57,89%) | 116 (51,78%) | 171 (68,12%) | 176 (56,95%) |
| Југословени        | 0            | 9 (4,30%)    | 29 (12,94%)  | 0            | 0            |
| остали и непознато | 14 (5,80%)   | 5 (2,39%)    | 2 (0,89%)    | 1 (0,39%)    | 0            |
| Укупно             | 241          | 209          | 224          | 251          | 309          |